# Magnus Warming
Magnus Warming, né le 8 juin 2000 à Nykøbing Falster au Danemark, est un footballeur danois qui évolue au poste d'avant-centre au SK Brann.

## Biographie

### Débuts professionnels
Né à Nykøbing Falster au Danemark, Magnus Warming est formé par le club de sa ville natale, le Nykøbing FC avant de rejoindre en juin 2015 à l'âge de quinze ans le Brøndby IF, où il poursuit sa formation. C'est avec ce club qu'il fait ses débuts en professionnels, à l'occasion d'une rencontre de Superligaen contre SønderjyskE. Il entre en jeu à la place de Frederik Holst, lors de cette rencontre perdue par son équipe sur le score de trois buts à zéro. Avec cette apparition il devient le plus jeune joueur du Brøndby IF à participer à un match de première division danoise (record battu depuis par Morten Frendrup en 2018).
En janvier 2019 il est prêté au club de ses débuts, le Nykøbing FC.

### Lyngby BK
En janvier 2020, Magnus Warming s'engage en faveur du Lyngby BK,. Il joue son premier match sous ses nouvelles couleurs le 1er juin 2020, lors d'une rencontre de championnat face au FC Copenhague. Il entre en jeu à la place de Marcel Rømer et se fait remarquer en inscrivant également son premier but pour Lyngby. Son équipe s'incline toutefois par quatre buts à un.

### Torino FC
Le 9 juillet 2021, Magnus Warming s'engage en faveur du Torino FC.

### SV Darmstadt 98
Le 15 juin 2022, Magnus Warming est prêté par le Torino FC au SV Darmstadt 98 pour une saison avec option d'achat,.
Warming joue son premier match pour Darmstadt le 16 juillet 2022 contre le SSV Jahn Ratisbonne, lors de la première journée de la saison 2022-2023 de deuxième division allemande. Il entre en jeu et son équipe s'incline par deux buts à zéro.

### SK Brann
Le 21 juillet 2023, Magnus Warming rejoint le club norvégien du SK Brann. Il signe un contrat de quatre ans et demi, soit jusqu'en décembre 2027.

### En sélection
Magnus Warming joue son premier match avec l'équipe du Danemark espoirs le 3 septembre 2021, lors d'un match amical contre la Grèce. Il entre en jeu à la place de William Bøving et les deux équipes se neutralisent (1-1).